# Hans Rudolf Zangger
Hans Rudolf Zangger (* 30. November 1826 in Mönchaltorf; † 6. März 1882 in Zürich) war ein Schweizer Politiker und Veterinär. Er war Hauptverantwortlicher für die Professionalisierung der tierärztlichen Ausbildung in der Schweiz.

## Leben

### Privates
Hans Rudolf Zangger war der Sohn des Hans Ulrich Zangger, Kleinbauer, und der Regula Kunz. Er hatte vier Schwestern. 1848 heiratete er Margaretha Billeter (1859 geschieden), mit der er eine Tochter hatte. 1861 heiratete er Regina Zollinger, mit der er einen Sohn hatte. Er fand auf dem Friedhof Sihlfeld seine letzte Ruhestätte. Seine Grabstätte wurde aufgehoben.

### Beruflich
Hans Rudolf Zangger studierte von 1842 bis 1845 Veterinärmedizin an der Tierarzneischule in Zürich. Im darauf folgenden Jahr 1846 erwarb er das Tierarztpatent. Nach zwei Jahren Praktika reiste er von 1848 bis 1849 im Rahmen eines Studienaufenthaltes an die veterinärmedizinischen Hochschulen in Toulouse und Lyon.
Zurück in Zürich, betrieb Zangger eine Privatpraxis als Veterinär. Nebenher war er sehr aktiv und engagierte sich für die Professionalisierung der Tierarzneischule Zürich und den Berufsstand der Veterinäre im Allgemeinen. So wurde er 1849 Redakteur des Schweizer Archivs für Tierheilkunde sowie 1853 Präsident der Gesellschaft Schweizer Tierärztinnen und Tierärzte (GST). 1856 wurde Zangger, nebst seiner dortigen Arbeit als Lehrer, zum Direktor der Tierarzneischule Zürich gewählt. Dieses Amt hielt er bis zu seinem Tod inne. Vor allem in dieser Funktion als Direktor beeinflusste er die Ausbildung und den Berufsstand der Veterinärmediziner in der Schweiz massgeblich. Es gehört zu seinen Verdiensten, dass die Anforderungen bei Antritt des Studiums an der Tierarzneischule erhöht und der Wissensaustausch unter den Tierärzten gefördert wurde. Weiter strebte er eine schweizweite Vereinheitlichung und Zentralisierung der Ausbildung an. Die Erfüllung dieses Wunsches erlebte er jedoch nicht mehr. Auch die Erhebung der Tierarzneischule zur Fakultät folgte erst im Jahr 1900.
Zangger war auch über die Landesgrenzen hinaus für sein Wissen und seine Publikationen zur Rinder- und Pferdezucht sowie zu seuchenpolizeilichen Fragen bekannt.
Er war von 1866 bis 1882 eidgenössischer Viehseuchenkommissär bei der Abteilung Viehseuchenpolizei (heutiges Bundesamt für Lebensmittelsicherheit und Veterinärwesen) und 1854 bis 1878 Eidgenössischer Oberpferdarzt. Zudem erreichte er 1879 den Rang eines Obersts in der Schweizer Armee.

### Politisch
Zangger war Mitglied der Demokratischen Partei. Er gehörte in den Jahren 1854 bis 1878 und 1880 bis 1882 dem Zürcher Kantonsrat an. Das Amt des Kantonsratspräsidenten hatte er 1870 und 1877 bis 1878 inne. Seine politische Karriere auf nationaler Ebene begann mit der Wahl in den Nationalrat am 3. Dezember 1866. Er vertrat zunächst den Nationalratswahlkreis Zürich-Südwest, ab 1869 den Nationalratswahlkreis Zürich-Ost. Dieses Amt übte er neun Jahre aus bis zum 5. Dezember 1875. Darauf folgten nahtlos drei Jahre im Ständerat von 1875 bis 1878. Dabei engagierte sich Zangger vor allem für die Totalrevision der Bundesverfassung 1874 und das Fabrikgesetz 1877.

## Auszeichnungen
Zangger war Ehrenmitglied des britischen Royal College of Veterinary Surgeons.